# أم (فلم إسباني 2017)
أم (بالإسبانية: Madre) هو فيلم دراما قصير إسباني من إخراج رودريجو سوروجوين عٌرض لأول مرة في 17 مارس 2017 خلال مهرجان مالقة للسينما الإسبانية، حصل على جائزة غويا لأفضل فيلم قصير وترشح ل جائزة الأوسكار لأفضل فيلم حي قصير في حفل توزيع جوائز الأوسكار الحادي والتسعون.

## روابط خارجية
- مقالات تستعمل روابط فنية بلا صلة مع ويكي بيانات